# Litsea beei
Litsea beei är en lagerväxtart som beskrevs av N.Mohanan & E.S.S.Kumar. Litsea beei ingår i släktet Litsea och familjen lagerväxter. Inga underarter finns listade i Catalogue of Life.